# Бик Фарнезе
Изтезанието на Дирка, познато и като Бикът Фарнезе (на италиански: Toro Farnese) е мраморна скулптура от I век пр. Хр. или II – III век сл. Хр. на скулптора Аполоний от Трал, изложена в Националния археологически музей на Неапол, Италия.

## История
Скулптурата е открита в Баните на Каракала в Рим през 1545 г. по време на разкопките, поръчани от папа Павел III, за да бъдат открити и възстановени древните скулптури, с които да украси своята резиденция в Палацо „Фарнезе“ в Рим. За разлика от скулптурите, езвестни като Херкулес Фарнезе и Латинския Херкулес, идващи от същите разкопки и изобразявани многократно през следващите години, единствената препратка към скулптурната група на Бика Фарнезе се дължи на гравюра на Етиен Дюперак от 1595 г., изобразяваща руините на Баните на Каракала.
След отхвърляне на опитите на папа Луи XIV от 1665 г. за закупуване на скулптурата, тя заедно с останалата част антични скулптури от Колекция „Фарнезе“ е наследена от Изабела Фарнезе, която от своя страна я завещава на първородния си син крал Карлос III, след което през 1735 г. започва цялостното преместване на колекцията в Неапол. Последни по волята на Фердинанд IV де Бурбон през 1788 г., са прехвърлени в Неапол, намиращите се по това време в Рим, скулптури и бюстовете от колекцията.
Скулптурната група най-вероятно е била използвана като фонтан в кралския парк в града до 1826 г., а по-късно е преместена в |Националния археологически музей в Неапол, където най-накрая намира мястото си.

## Предполагаеми автори
Датата и авторът на произведението са несигурни.
Благодарение на писанията на Плиний Стари първоначално скулптурата се приписва на майсторите от Родос Аполоний от Трал и брат му Таврик. Плиний Стари твърди, че скулптурата е възложена в края на II век пр. Хр и е изваяна от единичен блок мрамор. По-късно тя е пренесена от Родос в Рим като част от изключително богатата колекция от скулптури и произведения на изкуството на Гай Азиний Полион.
Други по-скорошни хипотези обаче твърдят, че скулптурата, описана от Плиний, не е тази на Бика Фарнезе, която според учените е изваяна специално за Баните на Каракала през III век сл. Хр. Те стигат до този извод, благодарение на малките кичури грива на бика и острите гънки на дрехите на Амфион, Зет и Дирка, които са по-скоро характерни за изкуството от Късната античност (III век).

## Описание
Скулптурата, изваяна от единичен блок мрамор, е висока 3,70 m с основа от 2,95 х 3 m, и тежи 24 тона. Представлява сцена от гръцката митология - Амфион и Зет отмъщават на Дирка за преживените по нейна вина от майка им Антиопа страдания. Дирка намира смъртта си, привързана от братята за рогата на бик, след като те разбрали в последния момент измамата ѝ.
В сцената се появяват и други вторични герои, прибавени през 16 или 18 век, като куче, дете и втора женска фигура, която може би изобразява Антиопа.
- Особености на статуята
- Особености на статуята
- Особености на статуята (Антиопа)